# Dessert (singolo)
Dessert è una canzone del cantante e produttore americano Dawin, pubblicata il 17 marzo 2015.
Un'altra versione della canzone è in collaborazione con il rapper americano Silentó, che fu il suo primo e unico record.

## Video musicale
Il video musicale fu pubblicato il 19 ottobre 2015 sul canale VEVO ufficiale di Darwin. Dopo il suo rilascio, il video ricevette più di 100 milioni di visualizzazioni su YouTube. Il video del testo, anch'esso pubblicato su Vevo, ha superato più di 100 milioni di visualizzazioni YouTube.

## Successo commerciale
La canzone raggiunse la posizione numero 68 nella classifica americana Billboard Hot 100.

## Classifiche

### Classifica di fine anno
| Classifica (2015) | Posizione |
| ----------------- | --------- |
| Australia         | 58        |